# Ruy III Gómez de Silva Mendoza y de la Cerda
Ruy Gómez de Silva Mendoza y de la Cerda, III duque de Pastrana (Valencia, octubre de 1585-Madrid, 23 de diciembre de 1626) fue un diplomático español al servicio de Felipe III y Felipe IV.

## Biografía
Fue uno de los hijos del matrimonio de Rodrigo de Silva, II duque de Pastrana, y de Ana de Portugal y Borja, marquesa de Oraní en Cerdeña.
Su padre era hijo de Ruy Gómez de Silva, I duque de Pastrana y privado de Felipe II; y de Ana de Mendoza de la Cerda, II princesa de Mélito, más conocida por ser princesa [consorte] de Éboli.
Por parte de su madre era nieto de Fadrique de Portugal, señor de Orani y Monóvar, y de Margarita de Borja, hermana de Francisco de Borja, IV duque de Gandía, canonizado en 1671.
Ruy tuvo varios hermanos y hermanas:
- Francisco de Silva y Portugal o, también, Francisco de Portugal (-1615), caballero de Santiago y militar. Falleció en Turín hacia 1615, tras haber sido hecho prisionero por las tropas de Carlos Manuel I, duque de Saboya; en el sitio de Asti (parte de la Guerra de Sucesión de Montferrato).
- Diego de Silva y Portugal, I marqués de Oraní y gentilhombre de cámara y caballerizo mayor de Felipe IV.
- Catalina de Silva (1594-c. 1598).
- Margarita de Silva (antes de 1594-1602).

Fue bautizado Ruy en la iglesia de San Martín de Valencia por el doctor Jerónimo Monroig el 29 de octubre de 1585. Tuvo por padrinos al presbítero Pedro Cavaller y Sor Dominga Torres, religiosa beata dominica.
En el momento de su nacimiento fue titulado conde de la Chamusca, como primogénito del duque de Pastrana. Tras la muerte de su abuela paterna la princesa de Éboli, sería titulado marqués de Algecilla como primogénito de su padre, III príncipe de Mélito.
Ruy comenzó su carrera cortesana siendo menino del príncipe Felipe (después Felipe III). En 1594, acompañó a su padre a Flandes habiendo sido nombrado este último capitán general de la caballería ligera de aquellos estados en junio de ese año. En el viaje hacia Flandes, pasarían por Milán donde fue nombrado capitán de infantería por el gobernador de Milán, Juan Fernández de Velasco. Durante el viaje su padre enfermó teniendo que permanecer más de seis meses en Pavía. Llegaron a Flandes en marzo de 1595. Su padre moriría en Luxemburgo el 29 de enero de 1596. La voluntad de su padre era que, a su muerte, Ruy continuara educándose en Flandes donde le había destinado como educador al erudito Justo Lipsio. Finalmente, volvió a Madrid en febrero de 1596 acompañado por Lorenzo IV Suárez de Figueroa y Córdoba, II duque de Feria que hasta 1595 había sido embajador en Francia.
Desde la muerte de su padre hasta su mayoría de edad a los 14 años (1598) estuvo bajo la tutela de su madre. En 1598, ya mayor de edad, decidió otorgar voluntariamente su curatela a su madre de nuevo. Sería en este año cuando acompañó con otros grandes al nuevo monarca Felipe III en su primera entrada pública en Madrid. También en ese año decisivo, Ruy capituló su matrimonio con su prima hermana Leonor de Guzmán y Silva, hija de Alfonso Pérez de Guzmán el Bueno, VII duque de Medina Sidonia y de Ana de Silva y Mendoza. En sus capitulaciones, Ruy señaló a Leonor en caso de viudad, la obligación de proveer de rentas y otros bienes tanto a su madre, Ana de Portugal y Borja; como a sus hermanos, Francisco de Portugal, Diego de Silva y Margarita de Silva.
En 1605 se trasladó a Valladolid, por entonces corte de España, tan solo por un breve período de tiempo. Cuando al poco tiempo volvió la corte a Madrid, se retiró a su villa de Pastrana.
La muerte de su tía Ana de Silva, VIII condesa de Cifuentes, en 1606 supuso un largo pleito por su sucesión con Pedro Girón de Silva, que se resolvió a favor de este último por sentencia de la Chancillería de Valladolid en 1620.
Participó en las cortes de 1608 que juraron como príncipe heredero al futuro Felipe IV. El año siguiente recogió la sucesión de su tío Diego Mendoza de la Cerda, II marqués de Almenara; por fallecimiento de este último. En ese mismo año de 1609 también sucedería a su tía Jerónima de Híjar y de la Cerda,
En 1612, Felipe III le nombró embajador extraordinario para la firma del contrato matrimonial entre el príncipe Felipe e Isabel de Borbón, hermana de Luis XIII de Francia. Con este cometido pasó a Francia con un numeroso séquito en que se encontraban sus hermanos Francisco y Diego o su tío Ruy Gómez de Silva. Tras este viaje, fue nombrado por Felipe III como gentilhombre de cámara y cazador mayor; cargos que conservaría bajo Felipe IV.

En la década siguiente, a principios de 1623, fue nombrado embajador extraordinario en Roma, donde ya estaba Francisco Fernández de la Cueva, V duque de Alburquerque; como embajador ordinario. Fruto de este viaje a Roma, Ruy vivió una travesía que incluyó encuentros violentos con bajeles de corsarios tunecinos que capturó su flota. Ruy escribiría estas experiencias en unas relaciones que se imprimieron en Madrid en ese año de 1623. Este episodio dio lugar a unos versos de Quevedo en una silva que comienza por los versos:
Esclarecidas señas dá Fortuna,
De vuestro valimiento con su rueda,
O Príncipe glorioso,
pues os postra la luna,
Que a vuestros pies desvanecida queda,
Vencido el Afro Endimion celoso
Entró en Roma en mayo de 1623. Posteriormente, con la retirada del duque de Alburquerque de Roma en mayo de 1624, quedó únicamente Ruy como embajador manteniendo el título de extraordinario. En ese mismo momento fue nombrado consejero del Consejo de Estado por Felipe IV. Fue muy estimado por Urbano VIII, que había sido elegido en agosto de 1623, unos meses después de la llegada de Ruy a Roma. En este cargo de embajador ante el pontífice sería sustituido en 1625 por Íñigo Vélez de Guevara, VIII conde de Oñate.
Quedó en Roma hasta octubre de 1626, llegando a Madrid antes del 19 de noviembre de 1626, día en que otorgó testamento.
Murió en Madrid el 23 de diciembre de 1626. Sería enterrado en la colegiata de Pastrana de la que era patrono.

## Matrimonio
De su enlace con Leonor de Guzmán, capitulado en 1598 y consumado en Sanlúcar de Barrameda el 29 de mayo de 1601; tuvo seis hijos:
- Rodrigo Díaz de Vivar de Silva y Mendoza.
- Alonso de Silva de la Cerda y Guzmán, VI conde de Galve, comendador de Zalamea.
- Diego de Silva de Mendoza y Guzmán, sucesor del anterior como VII conde de Galve. Fue también conde de Tendilla, marqués de Mondéjar y de El Viso.
- María de Silva y Mendoza, muerta en la infancia.
- María de Silva y Mendoza, casada en 1630 con Rodrigo Díaz de Vivar Sandoval Hurtado de Mendoza de la Vega y Luna, VII duque del Infantado.
- Ana María de Silva y Guzmán, casada con Antonio Zapata de Mendoza, III conde de Barajas.

## Obras
- Viuda de Alonso Martín, ed. (1623). Relaciones embiadas por el Duque de Pastrana, desde el puerto de Cadaques en 26 y en 28 de Abril deste año de 1623, del sucesso que ha tenido en la presa de dos baxeles redondos de Turcos, en el viage de Roma. Madrid.

## Títulos, órdenes y cargos

### Títulos
- III duque de Pastrana
- Duque de Estremera
- Duque de Francavilla
- IV príncipe de Mélito
- Príncipe de Éboli
- Marqués de Algecilla
- Marqués de Almenara
- V conde de Galve
- Conde de La Chamusca

### Órdenes
- Orden de Santiago
  - Comendador de Estepa.
  - Caballero.

### Cargos
- Embajador extraordinario ante Gregorio XV y después ante Urbano VIII (pps. de 1623-mayo de 1625).
- Embajador extraordinario de Felipe III ante Luis XIII de Francia (1612).
- Cazador mayor del rey de España (1612-).
- Gentilhombre de cámara del rey de España (1612-).